# Burgstall Rosenau
Der Burgstall Rosenau  ist eine abgegangene mittelalterliche Niederungsburg nahe dem Dorf Rosenau, heute einem Gemeindeteil der niederbayerischen Gemeinde Mamming im Landkreis Dingolfing-Landau. Er liegt ca. 900 m nördlich von Rosenau und wird als Bodendenkmal unter der Aktennummer D-2-7341-0032 im Bayernatlas als „verebneter Burgstall des Mittelalters“ geführt.

## Beschreibung
Der abgegangene Burgstall Rosenau liegt unmittelbar an dem früheren Taubenödersee, was darauf schließen lässt, dass dies eine ehemalige Wasserburg war. Heute schließt hier ein Weihergebiet an, das aus ehemaligen Kiesgruben entstanden ist.